# Lütje Hörn
Lütje Hörn – niezamieszkana wyspa, wchodząca w skład wysp Wschodniofryzyjskich oraz jednocześnie obszar wolny administracyjnie (gemeindefreies Gebiet) w Niemczech w kraju związkowym Dolna Saksonia, w powiecie Leer. Powierzchnia jej wynosi 6,5 ha.